# Episodi di Quattro dinamici fratelli (seconda stagione)
La seconda stagione della serie televisiva Quattro dinamici fratelli è stata trasmessa in anteprima nel Regno Unito dalla Independent Television tra il 23 gennaio 1974 e il 17 aprile 1973.
| nº | Titolo originale           | Titolo italiano | Prima TV UK      | Prima TV Italia |
| -- | -------------------------- | --------------- | ---------------- | --------------- |
| 1  | The Big Break Up           |                 | 23 gennaio 1974  |                 |
| 2  | Good Works                 |                 | 30 gennaio 1974  |                 |
| 3  | Son of Love Story          |                 | 6 febbraio 1974  |                 |
| 4  | Binny's Pen Pal            |                 | 13 febbraio 1974 |                 |
| 5  | Cinderella                 |                 | 20 febbraio 1974 |                 |
| 6  | Free Offer                 |                 | 27 febbraio 1974 |                 |
| 7  | Big Brother                |                 | 6 marzo 1974     |                 |
| 8  | Good Old Uncle Pat         |                 | 13 marzo 1974    |                 |
| 9  | The Guiding Light          |                 | 20 marzo 1974    |                 |
| 10 | Jess Drives a Hard Bargain |                 | 27 marzo 1974    |                 |
| 11 | The Birthday Boy           |                 | 3 aprile 1974    |                 |
| 12 | Biny's ESP                 |                 | 10 aprile 1974   |                 |
| 13 | Honesty Is the Best Policy |                 | 17 aprile 1974   |                 |